# Thesea rugosa
Thesea rugosa är en korallart som beskrevs av Elisabeth Deichmann 1936. Thesea rugosa ingår i släktet Thesea och familjen Plexauridae. Inga underarter finns listade i Catalogue of Life.